# Campionato italiano di pallamano maschile U20 2011-2012
Il Campionato italiano U20 2011-2012 è stata la quarta edizione del campionato Under 21 di pallamano maschile.
La Pallamano Trieste ha vinto per la seconda volta nella sua storia il titolo in finale contro la Pallamano Oderzo.

## Formula

### Prima fase
Le squadre partecipanti disputano gironi all'italiana su base interregionale. Al termine della prima fase, le squadre classificatesi al primo posto sono qualificate alla fase finale. 
A raggiungere le squadre qualificate saranno anche squadre che accederanno grazie ad una wild card assegnata dalla Federazione.

### Fase Finale
Le squadre partecipanti alla fase finale sono state sorteggiate in tre gironi, uno da quattro squadre e due da cinque squadre. Al termine delle gare, le squadre prime classificate di ogni girone più la miglior seconda accedono alle semifinali.

## Fase finale

### Squadre partecipanti
| Squadra             | Città                       |
| ------------------- | --------------------------- |
| Brixen              | Bressanone (BZ)             |
| Camerano            | Camerano (AN)               |
| Capua               | Capua (CS)                  |
| Casale              | Casale Monferrato (AL)      |
| Città Sant'Angelo   | Città Sant'Angelo (PE)      |
| Conversano          | Conversano (BA)             |
| Gaeta               | Gaeta (LT)                  |
| San Camillo Imperia | Imperia                     |
| Leno                | Leno (BS)                   |
| Oderzo              | Oderzo (TV)                 |
| Pressano            | Lavis (TN)                  |
| Romagna             | Imola (BO)                  |
| Tavarnelle          | Tavarnelle Val di Pesa (FI) |
| Trieste             | Trieste                     |

### Girone A

#### Risultati
| Squadra 1 | Squadra 2 | Risultato |
| --------- | --------- | --------- |
| Trieste   | Brixen    |           |
| Trieste   | Brixen    | 37 – 17   |
| Pressano  | Romagna   |           |
| Pressano  | Romagna   | 29 – 35   |
| Brixen    | Pressano  |           |
| Brixen    | Pressano  | 28 – 25   |
| Romagna   | Trieste   |           |
| Romagna   | Trieste   | 24 – 32   |
| Trieste   | Pressano  |           |
| Trieste   | Pressano  | 25 – 20   |
| Brixen    | Romagna   |           |
| Brixen    | Romagna   | 28 – 33   |

#### Classifica
|  | Pos. | Squadra  | Pt | G | V | N | S | GF | GS | D   | Note       |
|  | ---- | -------- | -- | - | - | - | - | -- | -- | --- | ---------- |
|  | 1.   | Trieste  | 9  | 3 | 3 | 0 | 0 | 94 | 61 | +33 | Semifinali |
|  | 2.   | Romagna  | 6  | 3 | 2 | 0 | 1 | 92 | 89 | +3  |            |
|  | 3.   | Brixen   | 3  | 3 | 1 | 0 | 2 | 73 | 95 | -22 |            |
|  | 4.   | Pressano | 0  | 3 | 0 | 0 | 3 | 74 | 88 | -14 |            |

### Girone B

#### Risultati
| Squadra 1           | Squadra 2           | Risultato |
| ------------------- | ------------------- | --------- |
| San Camillo Imperia | Casale              |           |
| San Camillo Imperia | Casale              | 30 – 20   |
| Leno                | San Camillo Imperia |           |
| Leno                | San Camillo Imperia | 43 – 23   |
| Casale              | Leno                |           |
| Casale              | Leno                | 18 – 25   |

#### Classifica
|  | Pos. | Squadra             | Pt | G | V | N | S | GF | GS | D   | Note       |
|  | ---- | ------------------- | -- | - | - | - | - | -- | -- | --- | ---------- |
|  | 1.   | Leno                | 6  | 2 | 2 | 0 | 0 | 66 | 41 | +23 | Semifinali |
|  | 2.   | San Camillo Imperia | 3  | 2 | 1 | 0 | 1 | 53 | 63 | -10 |            |
|  | 3.   | Casale              | 0  | 2 | 0 | 0 | 2 | 38 | 53 | -15 |            |

### Girone C

#### Risultati
| Squadra 1  | Squadra 2  | Risultato |
| ---------- | ---------- | --------- |
| Conversano | Camerano   |           |
| Conversano | Camerano   | 53 – 36   |
| Oderzo     | Capua      |           |
| Oderzo     | Capua      | 40 – 25   |
| Capua      | Conversano |           |
| Capua      | Conversano | 34 – 43   |
| Camerano   | Oderzo     |           |
| Camerano   | Oderzo     | 18 – 53   |
| Camerano   | Capua      |           |
| Camerano   | Capua      | 30 – 40   |
| Conversano | Oderzo     |           |
| Conversano | Oderzo     | 26 – 34   |

#### Classifica
|  | Pos. | Squadra    | Pt | G | V | N | S | GF  | GS  | D   | Note       |
|  | ---- | ---------- | -- | - | - | - | - | --- | --- | --- | ---------- |
|  | 1.   | Oderzo     | 9  | 3 | 3 | 0 | 0 | 127 | 69  | +58 | Semifinali |
|  | 2.   | Conversano | 6  | 3 | 2 | 0 | 1 | 122 | 104 | +18 |            |
|  | 3.   | Capua      | 3  | 3 | 1 | 0 | 2 | 99  | 113 | -14 |            |
|  | 4.   | Camerano   | 0  | 3 | 0 | 0 | 3 | 84  | 146 | -62 |            |

### Girone A

#### Risultati
| Squadra 1         | Squadra 2         | Risultato |
| ----------------- | ----------------- | --------- |
| Tavarnelle        | Gaeta             |           |
| Tavarnelle        | Gaeta             | 31 – 21   |
| Città Sant'Angelo | Tavarnelle        |           |
| Città Sant'Angelo | Tavarnelle        | 31 – 23   |
| Gaeta             | Città Sant'Angelo |           |
| Gaeta             | Città Sant'Angelo | 23 – 27   |

#### Classifica
|  | Pos. | Squadra           | Pt | G | V | N | S | GF | GS | D   | Note       |
|  | ---- | ----------------- | -- | - | - | - | - | -- | -- | --- | ---------- |
|  | 1.   | Città Sant'Angelo | 6  | 2 | 2 | 0 | 0 | 58 | 46 | +8  | Semifinali |
|  | 2.   | Tavarnelle        | 3  | 2 | 1 | 0 | 1 | 54 | 52 | +2  |            |
|  | 3.   | Gaeta             | 0  | 2 | 0 | 0 | 2 | 44 | 58 | -14 |            |

### Semifinali
| Squadra 1 | Squadra 2         | Risultato |
| --------- | ----------------- | --------- |
| Trieste   | Leno              |           |
| Trieste   | Leno              | 49 - 24   |
| Oderzo    | Città Sant'Angelo |           |
| Oderzo    | Città Sant'Angelo | 27 – 22   |

### Finale 3º posto
| Squadra 1 | Squadra 2         | Risultato |
| --------- | ----------------- | --------- |
| Leno      | Città Sant'Angelo |           |
| Leno      | Città Sant'Angelo | 30 – 29   |

### Finale
| Squadra 1 | Squadra 2 | Risultato |
| --------- | --------- | --------- |
| Trieste   | Oderzo    |           |
| Trieste   | Oderzo    | 31 - 21   |